# Grodzisko w Modlicy
Łużycka Kolonia Tarnowa, Kopiec Szwedzki – grodzisko kultury łużyckiej, znajdujące się w pobliżu wsi Modlica (Powiat wrzesiński, Gmina Pyzdry).

## Historia
Wybudowany przez ludność kultury łużyckiej w okresie halsztackim (800-450 r. p.n.e.). Obejmuje obszar 2 ha. Ulokowany jest strategicznie u ujścia rzeki Prosny do Warty. Okoliczne tereny były prawdopodobnie zabagnione oraz regularnie zalewane przez rzekę. Wał ma średnicę 200 m i wysokość 6 m.
Podczas badań pozyskano zbiór artefaktów:
- ceramikę,
- 2 sierpy – brązowy oraz żelazny,
- fragmenty rozcieraczy i żaren,
- fragmentarycznie zachowaną grzechotkę glinianą w kształcie ptaka.

Potwierdzono także budowle (domowe) słupowe w konstrukcji na sumik i łątkę.
Nazwa „Kopiec Szwedzki” wzięła się od stacjonujących tam wojsk szwedzkich, pod dowództwem generała Douglasa który spalił miasto Pyzdry w roku 1656.